# Jákfa
Jákfa is een plaats (község) en gemeente in het Hongaarse comitaat Vas. Jákfa telt 545 inwoners (2001).